# موسی محمد
موسی محمد (انگلیسی: Moussa Mohamed؛ زادهٔ ۱۹۲۵ - درگذشته نامشخص) بازیکن فوتبال اهل مصر بود.
وی همچنین در تیم ملی فوتبال مصر بازی کرده‌است.